# بارگیری
بارگیری یا دَونلُود (به انگلیسی: Download) در شبکه‌های رایانه‌ای به‌ معنای دریافت اطلاعات است. برداشت اطلاعات و داده‌های الکترونیکی از طریق شبکه یا اینترنت، از یک سامانه دور که معمولاً یک کارساز است انجام می‌گیرد، این کارساز می‌تواند سامانه ایمیل، پروتکل انتقال پرونده و … باشد.
این اطلاعات یا داده‌ها می‌توانند پرونده‌هایی از نوع نوشته، آوا، نمای تصویری، پرونده‌های اجرایی و… باشد.

## معنا

شمایی از نحوه بارگیری در اینترنت.

طی بارگیری عموما تمامی پرونده‌ها به یک حافظه منطقه‌ای منتقل می‌شود تا بعدا مورد استفاده قرار گیرد. از این نظر بارگیری با جریان، که داده‌ها تقریبا در همان زمان استفاده می‌شوند و انتقال نیز در حال پیشرفت است، متفاوت است. تارنماهایی مانند یوتیوب که امکان جریان گرفتن داده‌های صوتی‌تصویری یا جریان تصویری در مرورگر را می‌دهند، به طور فزاینده‌ای امکان ذخیره‌سازی را از کاربران می‌گیرند.
بارگیری با انتقال داده متفاوت است. انتقال داده شامل انتقال یا رونویس گرفتن بین دو دستگاه می‌شود اما در بارگیری، داده‌ها از اینترنت دریافت می‌شوند.

## حق تکثیر
بارگذاری داده‌های صوتی‌تصویری همراه با استفاده از ابرپیوند‌ها و چارچوب‌ها در اینترنت می‌شود و از این حیث زیرمجموعه قوانین حق تکثیر قرار می‌گیرند. بارگذاری و جریان می‌توانند همراه با رونویس‌برداری از آثاری باشند که مورد حق تکثیر یا دیگر حقوق باشند. در نتیجه شرکت‌هایی که چنین تارنماهایی را مدیریت می‌کنند مسئولیت نقض حق تکثیر کاربران را برعهده دارند.
راه‌اندازی کارسازهای میزبانی به مردم اجازه بارگذاری پرونده‌ها در یک حافظه مرکزی را می‌دهد که هزینه‌های پهنای باند و حافظه را در بر خواهد داشت. کارسازهای ناشناس و باز امکان مسئولیت‌پذیری برای میزبان را سخت می‌کنند. امکان برخورد قانونی علیه فناوری‌هایی که پشت اشتراک پرونده‌های غیرقانونی قرار دارند در مورد شبکه‌های مرکزی (مانند نپستر) موفق بوده است اما برای شبکه‌های مرکززدایی شده مانند بیت‌تورنت و ناتلا ناموفق بوده است. 
بارگیری و جریان مربوط به استفاده عام‌تری از اینترنت در جهت نقض حق‌تکثیر که به «دزدی نرم‌افزاری» نیز شناخته می‌شود، بوده است.

## پی‌نوشت
1. ↑  System
2. ↑  Server
3. ↑   file
4. ↑   Local storage
5. ↑   Stream
6. ↑   Streaming
7. ↑   Media
8. ↑   Media streaming
9. ↑   Data transfer
10. ↑   Hyperlink
11. ↑   Frame
12. ↑   Copyright
13. ↑    Hosting servers
14. ↑   Central server
15. ↑    Open hosting servers